# International Accounting Standard 3
Der International Accounting Standard 3 (IAS 3) mit dem Titel Konzernabschlüsse (im englischen Original: Consolidated Financial Statement) war ein Rechnungslegungsstandard des International Accounting Standards Board (IASB), der die Bilanzierung im Rahmen von Konzernabschlüssen regelte.
Der Standard wurde im Juni 1976 herausgegeben. In den 1980er Jahren wurden die darin enthaltenen Regelungen erstmals überarbeitet und auf zwei neu herausgegebene Standards verteilt, so dass die Anwendung des IAS 3 entsprechend aufgehoben wurde. Die im April 1989 veröffentlichten und zum 1. Januar 1990 in Kraft getretenen Nachfolgestandards widmeten sich als IAS 27 „Konzernabschlüssen und Bilanzierung von Anteilen an Tochterunternehmen“ bzw. als IAS 28 der „Bilanzierung von Anteilen an assoziierten Unternehmen“. Durch spätere Anpassungen und Neuerungen sind Teile der Regelungen zu Konzernabschlüssen und der Bilanzierung von Beteiligungen und assoziierten Unternehmen zwischenzeitlich in den spezifische Sachverhalte regelnden IFRS 10, IFRS 11 und IFRS 12 aufgegangen.